# 東海無鰭鰩
東海無鰭鰩（学名：Anacanthobatis donghaiensis），又稱東海無刺鰩，为軟骨魚綱鰩目無鰭鰩科無鰭鰩屬的鱼类。分布于西太平洋中國东海等海域，深度200至1000公尺，本魚體盤長寬約略相同，吻部突出，尾部背面呈褐色，腹面蒼白，側面有一系列黑色小斑點，尾系短呈鞭子狀，體長可達44公分，棲息在大陸坡，為深海底棲性魚類，屬肉食性，生活習性不明。该物种的模式产地在东海深海。